# Guasayán (departement)
Guasayán is een departement in de Argentijnse provincie Santiago del Estero. Het departement (Spaans:  departamento) heeft een oppervlakte van 2.588 km² en telt 7.404 inwoners.

## Plaatsen in departement Guasayán
- Doña Luisa
- Guampacha
- Lavalle
- San Pedro de Guasayán
- Villa Guasayán